# Chiến dịch Kingfisher
Chiến dịch Kingfisher là một chiến dịch quân sự của Thủy quân lục chiến Hoa Kỳ (TQLC) trong thời kỳ Chiến tranh Việt Nam. Chiến dịch diễn ra ở phía tây của "Quảng trường Leatherneck", gần Căn cứ Cồn Tiên, và kéo dài từ ngày 16 tháng 7 đến ngày 31 tháng 10 năm 1967.

## Bối cảnh
Sau khi kết thúc Chiến dịch Buffalo và Chiến dịch Hickory II, Lực lượng Viễn chinh Thủy quân lục chiến 3 (III MAF) phát động Chiến dịch Kingfisher trên cùng khu vực với cùng mục tiêu với các chiến dịch trước, đó là ngăn chặn sự xâm nhập của lực lượng Quân đội nhân dân Việt Nam (QĐNDVN) vào phía đông tỉnh Quảng Trị.:125

## Diễn biến

### 16–27 tháng 7
Giai đoạn này chỉ có một vài tiếp xúc nhỏ với QĐNDVN.:125

### 28–30 tháng 7

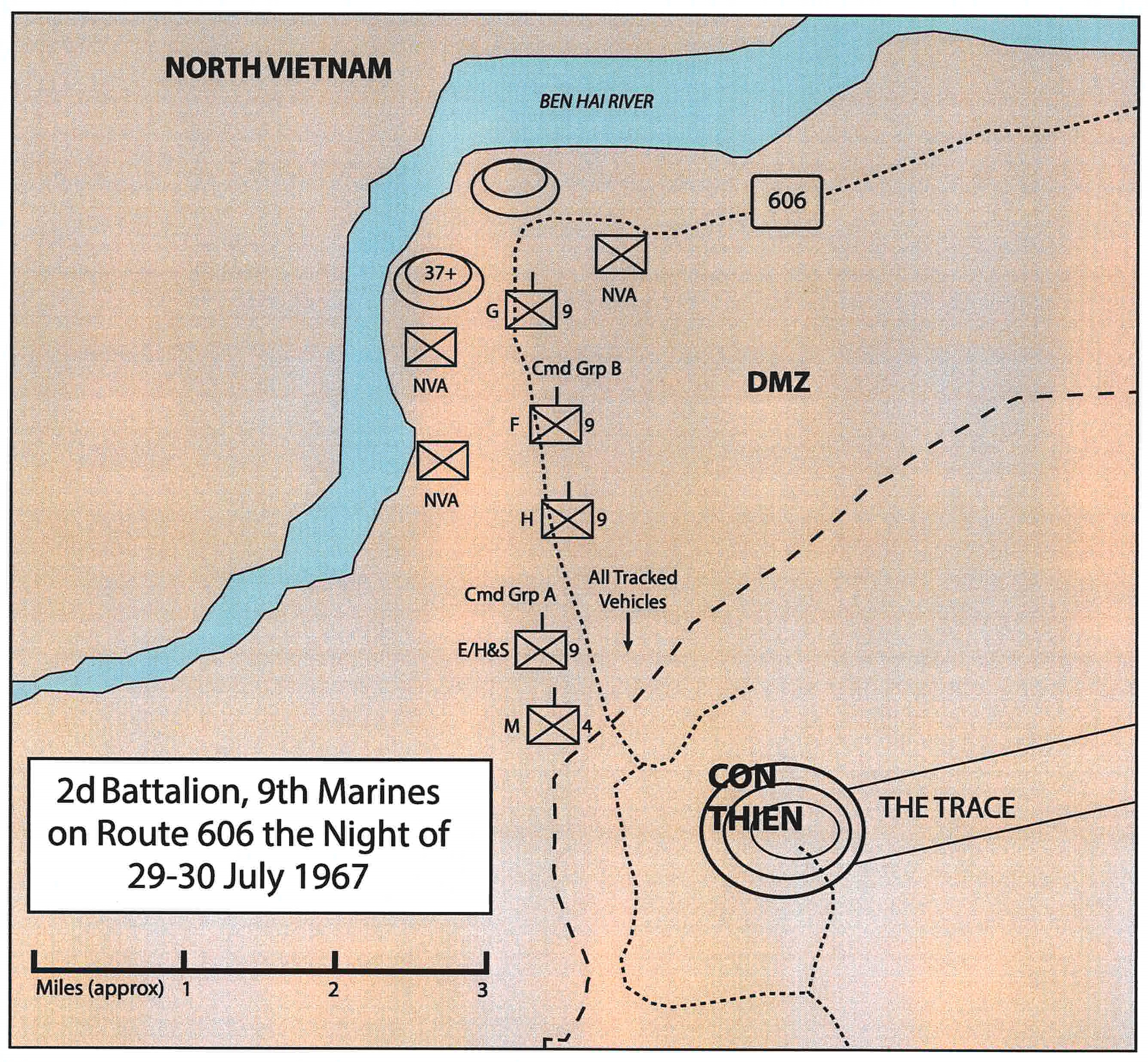
Bản đồ hành động trong những ngày 28–30 tháng 7

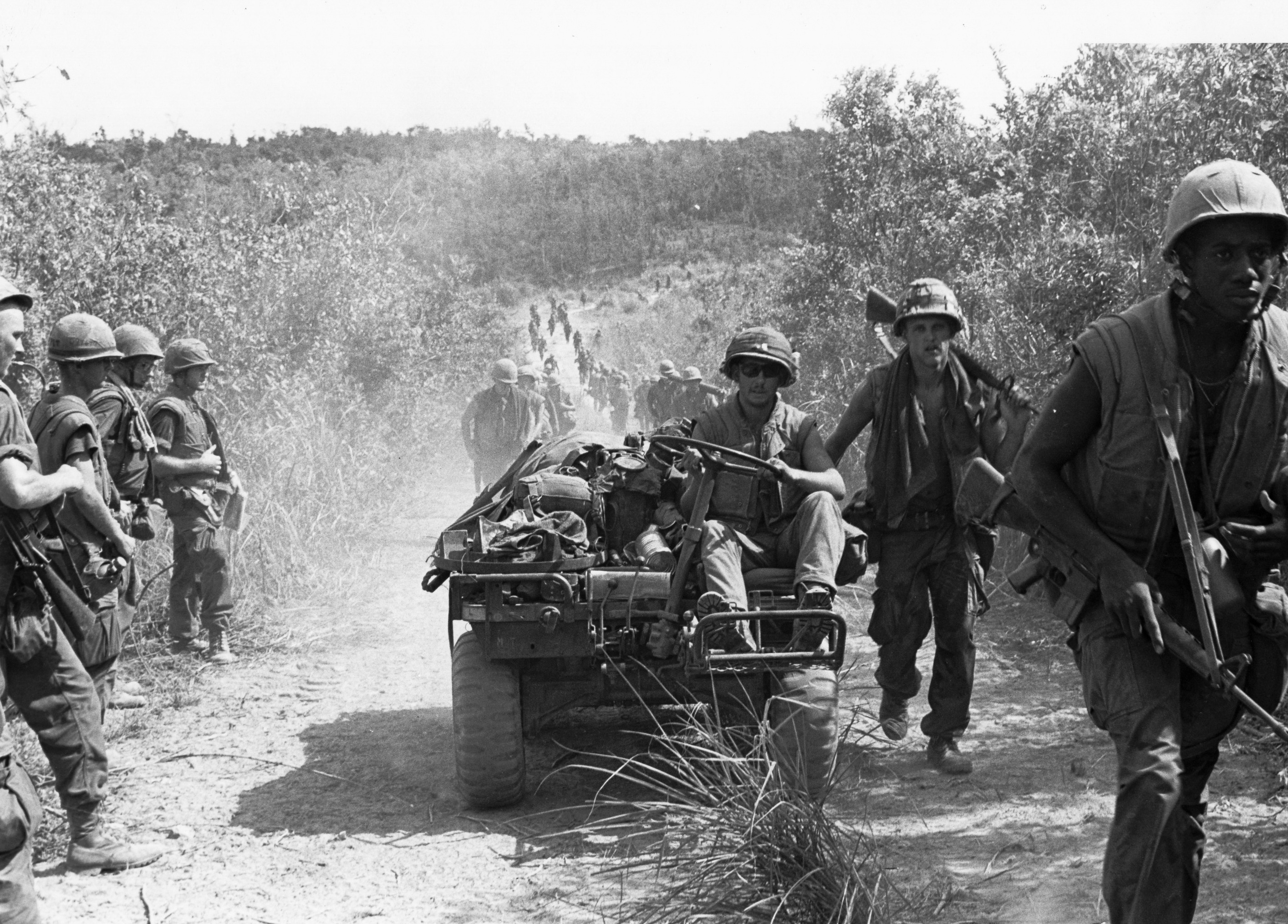
Tiểu đoàn TQLC 2/9 trở về qua phòng tuyến của Tiểu đoàn 3/4 vào ngày 29 tháng 7

Tiểu đoàn TQLC 2/9, với sự hỗ trợ của một trung đội gồm 5 chiếc M-48, 3 chiếc M50 Ontos và 3 chiếc LVTE, di chuyển về phía bắc dọc theo Tỉnh lộ 606 để thực hiện một cuộc tấn công phá hoại vào Khu phi quân sự vĩ tuyến 17 (DMZ). Đơn vị không liên lạc được với QĐNDVN và thiết lập lực lượng phòng thủ ban đêm ở vị trí gần sông Bến Hải. Sáng hôm sau, khi lực lượng đang quay về theo lộ trình cũ thì một quả mìn được kích nổ làm 5 lính thủy đánh bộ bị thương. Khi tiếp tục đi sâu hơn, quả mìn thứ hai được kích nổ. QĐNDVN sau đó phát động nổ súng bằng vũ khí nhỏ và súng cối, và tấn công các xe bọc thép bằng tên lửa RPG-2. QĐNDVN cố gắng chia nhỏ và đấu súng với tiểu đoàn, và đồng thời chặn tiếp viện trên không. Đoàn xe sau đó rút lui. Chỉ đến khi bom napalm được triển khai, đoàn xe của TQLC mới hoàn toàn thoát khỏi khu vực. Các đại đội TQLC bị cô lập thiết lập các vị trí phòng thủ ban đêm và cuối cùng được Tiểu đoàn TQLC 3/4 giải vây vào sáng ngày 30 tháng 7. TQLC có 23 người chết và 251 người bị thương, trong khi TQLC thống kê được QĐNDVN có 32 người chết và 175 người khác được cho là đã thiệt mạng.:125–128

### 4–14 tháng 9
Sáng ngày 4 tháng 9, Tiểu đoàn 3/4 giao chiến với lực lượng QĐNDVN cách Cồn Thiên 1,5 km về phía nam, kẹp quân miền Bắc giữa hai Đại đội TQLC. TQLC tuyên bố rằng QĐNDVN có 38 người chết và 1 người bị bắt, trong khi TQLC có 6 người chết và 47 người bị thương.:132
Ngày 7 tháng 9, Đơn vị 26/3, với sự hỗ trợ của M-48, đã chạm trán với lực lượng Bắc Việt cách Cồn Thiên 4,8 km về phía nam. QĐNDVN được cho là có 51 người thiệt mạng, trong khi TQLC có 14 người chết.:132
Tối ngày 10 tháng 9, Đơn vị 3/26 giao chiến với Trung đoàn 812 của QĐNDVN cách Cồn Thiên 6 km về phía Tây Nam.:132 Một số binh sĩ cộng sản tấn công được cho là đã đội mũ bảo hiểm USMC và mặc áo khoác chống đạn, và họ được hỗ trợ tốt bởi súng cối và tên lửa 140mm. Một khẩu RPG đã tiêu diệt một chiếc xe tăng phun lửa M67, nhưng QĐNDVN không thể xuyên thủng phòng tuyến của TQLC và pháo binh Hoa Kỳ bao quanh TQLC buộc quân miền Bắc phải rút lui trước 20:30. Sáng hôm sau, TQLC tuyên bố rằng 140 thi thể của QĐNDVN được tìm thấy xung quanh phòng tuyến của Hoa Kỳ, trong khi họ có 34 người chết và 192 người bị thương.:133
Sáng ngày 13 tháng 9, một Đại đội QĐNDVN tấn công khu vực đông bắc căn cứ Cồn Thiên, nhưng không thể chọc thủng được căn cứ và lại chịu hỏa lực pháo binh và vũ khí nhỏ của TQLC nên buộc phải rút lui.:133

### 21 tháng 9
Ngày 21 tháng 9, các Đại đội TQLC E, F & G, 2/4 tiến hành một cuộc càn quét lớn về phía đông Cồn Thiên ngay dưới Đường Dấu. Khi các đơn vị tiến qua hàng rào, các đại đội phải hứng chịu hỏa lực của lính bắn tỉa, súng cối và sau đó là pháo hạng nặng. Đại đội sau đó đã rơi thẳng vào một cuộc phục kích theo kiểu chong chóng. Các cuộc giao tranh cận chiến tiếp diễn cả ngày, kết thúc khi màn đêm buông xuống. TQLC có 16 người chết và 118 người bị thương, trong khi tuyên bố QĐNDVN ước tính có 39 người chết. Khi trận chiến kết thúc, TQLC để lại 15 người chết trên chiến trường, và vào ngày 10 tháng 10, TQLC quay trở lại để đưa các xác chết về.:134 LCPL Jedh Colby Barker được truy tặng Huân chương Danh dự vì hành động của anh ta trong trận chiến này. TQLC không thể tìm thấy thi thể ở địa điểm này trong ba tuần.

### 14 tháng 10
Lúc 01:25 ngày 14 tháng 10, pháo binh của QLVNCH đánh vào vị trí của Tiểu đoàn 2, Trung đoàn TQLC số 4 xung quanh Cầu Washout, giữa cứ điểm Charlie 2 (C-2) và Căn cứ Chiến đấu Cồn Thiên. Một LP ban đêm đưa tin rằng một đơn vị lớn của QLVNCH (2 đại đội) đang di chuyển qua vị trí của họ về phía cây cầu.:135 Lính bắn tỉa của TQLC sử dụng Starlight Scopes nhìn thấy quân miền Bắc đang tập trung chuẩn bị tấn công ở vị trí của Đại đội H. Xe tăng của TQLC nổ súng trước với đạn tổ ong, súng máy buộc QĐNDVN tấn công sớm hơn. QĐNDVN không xuyên thủng được phòng tuyến của công ty và rút lui.:136
Lúc 02:30, QĐNDVN phát động tấn công Đại đội G, mở đầu bằng việc phá hủy 2 vị trí súng máy bằng RPG. Quân cộng sản xuyên qua vòng vây và tràn vào sở chỉ huy Đại đội (CP), giết chết Đại đội trưởng Đại úy Jack W. Phillips, người quan sát tiền phương và 3 trung đội trưởng; những thiếu úy trẻ này vừa mới đến chiến trường. Đại úy James W McCarter được lệnh nắm quyền chỉ huy Đại đội, nhưng anh ta đã bị hỏa lực của QĐNDVN giết chết trước khi đến được Bộ chỉ huy. Đại đội F được lệnh hỗ trợ Đại đội G càn quét khu vực và đánh đuổi quân Bắc Việt ra ngoài. TQLC có sự hỗ trợ của trực thăng AC-47 Spooky. Cuối cùng QĐNDVN buộc phải rút lui lúc 04:30. TQLC có 21 người chết và 23 người bị thương. SGT Paul H. Foster được truy tặng Huân chương Danh dự vì những hành động của anh ấy trong trận chiến. QĐNDVN được cho là có 24 người thiệt mạng.:136

### 25–27 tháng 10
Ngày 25 tháng 10, Tiểu đoàn TQLC 2/4 bắt đầu cuộc càn quét về phía bắc dọc theo Đường 561. Dù không có chạm trán đối phương, nhưng tiến độ bị chậm lại do cây cối rậm rạp và đơn vị đã thiết lập một vị trí ban đêm.:136 Đêm đó, rocket của QĐNDVN đánh trúng vị trí của tiểu đoàn, giết chết Sĩ quan Điều hành, Thiếu tá John Lawendowski và làm bị thương sĩ quan chỉ huy Lt.Col. James Hammond. Hai người khác trong nhóm chỉ huy đã được sơ tán bằng trực thăng. Sĩ quan tác chiến trung đoàn, Trung tá John C. Studt được điều động đến để nắm quyền chỉ huy Tiểu đoàn 2/4.:137
Ngày 26 tháng 10, Tiểu đoàn TQLC 2/4, một phần nhỏ của Đại đội F ở lại vị trí ban đêm để bảo vệ kho đạn đã di chuyển về phía bắc và bảo đảm mục tiêu vào lúc 13 giờ. Tiểu đoàn sau đó bị hỏa lực súng cối và vũ khí nhỏ của QĐNDVN tấn công.:137 Một chiếc trực thăng UH-34D HMM-363 bị bắn rơi khi đang cố gắng đón các binh sĩ thương vong, khiến phi công và xạ thủ cửa thiệt mạng. Một chiếc UH-34 khác cố gắng hạ cánh nhưng bị hư hại và buộc phải hạ cánh xuống Điểm C-2. Trung tá Studt gọi tiếp viện và Đại đội F di chuyển về phía bắc đến vị trí Tiểu đoàn, trong khi hai Đại đội từ Tiểu đoàn TQLC 3/3 di chuyển về phía bắc từ Điểm C-2 đến vị trí Tiểu đoàn 2/4 vào lúc chạng vạng. QĐNDVN đã thăm dò vị trí của TQLC bằng các cuộc tấn công hỏa lực trực tiếp và gián tiếp và trên bộ trước khi rút lui vào khoảng 02:00 ngày 27 tháng 10. Sáng hôm sau, TQLC tuyên bố QĐNDVN có 19 người chết, nhưng họ không thể kiểm soát khu vực do hỏa lực súng cối và pháo binh của quân cộng sản.:138 TQLC có 8 người chết và 45 người bị thương trong khoảng thời gian từ 25 đến 27 tháng 10.:139

## Sau chiến dịch
Chiến dịch Kingfisher kết thúc vào ngày 31 tháng 10. TQLC có 340 người chết và 1.461 người bị thương. Theo báo cáo của Hoa Kỳ, QĐNDVN có 1.117 người thiệt mạng và 5 người bị bắt, và có thêm 1.942 người được cho là đã bị lực lượng Hoa Kỳ giết chết và 155 vũ khí bị thu giữ. Cả hai bên đều tuyên bố giành chiến thắng chiến thuật.:139 Chiến dịch Kentucky diễn ra nối tiếp ngay sau Chiến dịch Kingfisher.